# High on Life
High on Life is een nummer van de Nederlandse dj Martin Garrix uit 2018, in samenwerking met de Zweedse muziekproducent Bonn.
Het nummer bereikte in diverse Europese landen de hitlijsten, maar was het meest succesvol in Garrix' thuisland Nederland. Het haalde de 12e positie in de Nederlandse Top 40 en de 19e positie in de Single Top 100. In Vlaanderen en Wallonië bereikte "High on Life" de 1e positie in de Tipparade.

## Hitnoteringen

### Nederlandse Top 40
| Hitnotering: 01-09-2018 t/m 01-12-2018 Hitnotering: 29-12-2018 t/m 23-02-2019 | Hitnotering: 01-09-2018 t/m 01-12-2018 Hitnotering: 29-12-2018 t/m 23-02-2019 | Hitnotering: 01-09-2018 t/m 01-12-2018 Hitnotering: 29-12-2018 t/m 23-02-2019 | Hitnotering: 01-09-2018 t/m 01-12-2018 Hitnotering: 29-12-2018 t/m 23-02-2019 | Hitnotering: 01-09-2018 t/m 01-12-2018 Hitnotering: 29-12-2018 t/m 23-02-2019 | Hitnotering: 01-09-2018 t/m 01-12-2018 Hitnotering: 29-12-2018 t/m 23-02-2019 | Hitnotering: 01-09-2018 t/m 01-12-2018 Hitnotering: 29-12-2018 t/m 23-02-2019 | Hitnotering: 01-09-2018 t/m 01-12-2018 Hitnotering: 29-12-2018 t/m 23-02-2019 | Hitnotering: 01-09-2018 t/m 01-12-2018 Hitnotering: 29-12-2018 t/m 23-02-2019 | Hitnotering: 01-09-2018 t/m 01-12-2018 Hitnotering: 29-12-2018 t/m 23-02-2019 | Hitnotering: 01-09-2018 t/m 01-12-2018 Hitnotering: 29-12-2018 t/m 23-02-2019 | Hitnotering: 01-09-2018 t/m 01-12-2018 Hitnotering: 29-12-2018 t/m 23-02-2019 | Hitnotering: 01-09-2018 t/m 01-12-2018 Hitnotering: 29-12-2018 t/m 23-02-2019 | Hitnotering: 01-09-2018 t/m 01-12-2018 Hitnotering: 29-12-2018 t/m 23-02-2019 | Hitnotering: 01-09-2018 t/m 01-12-2018 Hitnotering: 29-12-2018 t/m 23-02-2019 | Hitnotering: 01-09-2018 t/m 01-12-2018 Hitnotering: 29-12-2018 t/m 23-02-2019 | Hitnotering: 01-09-2018 t/m 01-12-2018 Hitnotering: 29-12-2018 t/m 23-02-2019 | Hitnotering: 01-09-2018 t/m 01-12-2018 Hitnotering: 29-12-2018 t/m 23-02-2019 | Hitnotering: 01-09-2018 t/m 01-12-2018 Hitnotering: 29-12-2018 t/m 23-02-2019 | Hitnotering: 01-09-2018 t/m 01-12-2018 Hitnotering: 29-12-2018 t/m 23-02-2019 | Hitnotering: 01-09-2018 t/m 01-12-2018 Hitnotering: 29-12-2018 t/m 23-02-2019 |
| Week:                                                                         | 1                                                                             | 2                                                                             | 3                                                                             | 4                                                                             | 5                                                                             | 6                                                                             | 7                                                                             | 8                                                                             | 9                                                                             | 10                                                                            | 11                                                                            | 12                                                                            | 13                                                                            | 14                                                                            |                                                                               | 15                                                                            | 16                                                                            | 17                                                                            | 18                                                                            | 19                                                                            |
| ----------------------------------------------------------------------------- | ----------------------------------------------------------------------------- | ----------------------------------------------------------------------------- | ----------------------------------------------------------------------------- | ----------------------------------------------------------------------------- | ----------------------------------------------------------------------------- | ----------------------------------------------------------------------------- | ----------------------------------------------------------------------------- | ----------------------------------------------------------------------------- | ----------------------------------------------------------------------------- | ----------------------------------------------------------------------------- | ----------------------------------------------------------------------------- | ----------------------------------------------------------------------------- | ----------------------------------------------------------------------------- | ----------------------------------------------------------------------------- | ----------------------------------------------------------------------------- | ----------------------------------------------------------------------------- | ----------------------------------------------------------------------------- | ----------------------------------------------------------------------------- | ----------------------------------------------------------------------------- | ----------------------------------------------------------------------------- |
| Positie:                                                                      | 33                                                                            | 27                                                                            | 21                                                                            | 13                                                                            | 12                                                                            | 14                                                                            | 17                                                                            | 13                                                                            | 14                                                                            | 17                                                                            | 23                                                                            | 23                                                                            | 27                                                                            | 37                                                                            | uit                                                                           | 29                                                                            | 22                                                                            | 15                                                                            | 12                                                                            | 16                                                                            |
| Week:                                                                         | 20                                                                            | 21                                                                            | 22                                                                            | 23                                                                            |                                                                               |                                                                               |                                                                               |                                                                               |                                                                               |                                                                               |                                                                               |                                                                               |                                                                               |                                                                               |                                                                               |                                                                               |                                                                               |                                                                               |                                                                               |                                                                               |
| Positie:                                                                      | 19                                                                            | 23                                                                            | 26                                                                            | 33                                                                            | uit                                                                           |                                                                               |                                                                               |                                                                               |                                                                               |                                                                               |                                                                               |                                                                               |                                                                               |                                                                               |                                                                               |                                                                               |                                                                               |                                                                               |                                                                               |                                                                               |

### NederlandseSingle Top 100
| Hitnotering: 11-08-2018 t/m 30-03-2019 | Hitnotering: 11-08-2018 t/m 30-03-2019 | Hitnotering: 11-08-2018 t/m 30-03-2019 | Hitnotering: 11-08-2018 t/m 30-03-2019 | Hitnotering: 11-08-2018 t/m 30-03-2019 | Hitnotering: 11-08-2018 t/m 30-03-2019 | Hitnotering: 11-08-2018 t/m 30-03-2019 | Hitnotering: 11-08-2018 t/m 30-03-2019 | Hitnotering: 11-08-2018 t/m 30-03-2019 | Hitnotering: 11-08-2018 t/m 30-03-2019 | Hitnotering: 11-08-2018 t/m 30-03-2019 | Hitnotering: 11-08-2018 t/m 30-03-2019 | Hitnotering: 11-08-2018 t/m 30-03-2019 | Hitnotering: 11-08-2018 t/m 30-03-2019 | Hitnotering: 11-08-2018 t/m 30-03-2019 | Hitnotering: 11-08-2018 t/m 30-03-2019 | Hitnotering: 11-08-2018 t/m 30-03-2019 | Hitnotering: 11-08-2018 t/m 30-03-2019 | Hitnotering: 11-08-2018 t/m 30-03-2019 | Hitnotering: 11-08-2018 t/m 30-03-2019 | Hitnotering: 11-08-2018 t/m 30-03-2019 |
| Week:                                  | 1                                      | 2                                      | 3                                      | 4                                      | 5                                      | 6                                      | 7                                      | 8                                      | 9                                      | 10                                     | 11                                     | 12                                     | 13                                     | 14                                     | 15                                     | 16                                     | 17                                     | 18                                     | 19                                     | 20                                     |
| -------------------------------------- | -------------------------------------- | -------------------------------------- | -------------------------------------- | -------------------------------------- | -------------------------------------- | -------------------------------------- | -------------------------------------- | -------------------------------------- | -------------------------------------- | -------------------------------------- | -------------------------------------- | -------------------------------------- | -------------------------------------- | -------------------------------------- | -------------------------------------- | -------------------------------------- | -------------------------------------- | -------------------------------------- | -------------------------------------- | -------------------------------------- |
| Positie:                               | 65                                     | 62                                     | 45                                     | 38                                     | 32                                     | 28                                     | 23                                     | 22                                     | 19                                     | 19                                     | 20                                     | 23                                     | 25                                     | 27                                     | 27                                     | 28                                     | 43                                     | 44                                     | 45                                     | 48                                     |
| Week:                                  | 21                                     | 22                                     | 23                                     | 24                                     | 25                                     | 26                                     | 27                                     | 28                                     | 29                                     | 30                                     | 31                                     | 32                                     | 33                                     | 34                                     |                                        |                                        |                                        |                                        |                                        |                                        |
| Positie:                               | 91                                     | 40                                     | 37                                     | 37                                     | 39                                     | 41                                     | 49                                     | 70                                     | 63                                     | 63                                     | 87                                     | 92                                     | 100                                    | 98                                     | uit                                    |                                        |                                        |                                        |                                        |                                        |

### NPO Radio 2 Top 2000
| Nummer met noteringen in de NPO Radio 2 Top 2000 | '19  | '20  |
| ------------------------------------------------ | ---- | ---- |
| High on Life                                     | 1383 | 1949 |

1. ↑  Een vetgedrukt getal geeft de hoogste notering aan.
2. ↑  2019 was het eerste jaar met een notering voor dit nummer.
3. ↑  Deze tabel is bijgewerkt tot en met de laatste editie (2024).